# Mario Baccini
Mario Baccini (ur. 14 grudnia 1957 w Rzymie) – włoski polityk, parlamentarzysta, były minister i wiceprzewodniczący Senatu.

## Życiorys
Absolwent nauk o komunikacji. Pracował w wolnych zawodach, pełnił funkcję prezydenta krajowego komitetu do spraw mikrokredytów. Działalność polityczną podjął w ramach Chrześcijańskiej Demokracji, z ramienia której był radnym rzymskiej rady miasta.
Od 1994 do 2006 zasiadał w Izbie Deputowanych XII, XIII i XIV kadencji. W 1994 znalazł się wśród założycieli Centrum Chrześcijańsko-Demokratycznego, będącego największą (obok Włoskiej Partii Ludowej) formacją powstałą na bazie rozwiązanej w wyniku afer korupcyjnych chadecji. Został przewodniczącym frakcji centrystów w niższej izbie włoskiego parlamentu. Od 2002 był jednym z liderów Unii Chrześcijańskich Demokratów i Centrum, którą współtworzyło m.in. CCD.
W okresie od 2001 do 2004 w drugim gabinecie Silvia Berlusconiego zajmował stanowisko podsekretarza stanu w Ministerstwie Spraw Zagranicznych Republiki Włoskiej. Od grudnia 2004 do maja 2006 wchodził w skład rady ministrów jako minister robót publicznych.
W wyborach w 2006 uzyskał mandat senatora XV kadencji, obejmując stanowisko wiceprzewodniczącego Senatu. Wraz z innymi działaczami z centrowej frakcji UDC zaczął optować za opuszczeniem centroprawicowej koalicji. Ostatecznie w styczniu 2008 wystąpił z tej partii, współtworząc nowe ugrupowanie pod nazwą Biała Róża, w której objął stanowisko sekretarza krajowego. Partia ta weszła zaraz po powstaniu w koalicję z UDC, tworząc wspólną listę wyborczą (pod nazwą Unia na rzecz Centrum).
W przedterminowych wyborach w tym samym roku Mario Baccini powrócił do Izby Deputowanych jako poseł XVI kadencji (mandat wykonywał do 2013). Wkrótce po wyborach ponownie zmienił opcję polityczną, popierając powołanie nowego rządu z krytykowanym do niedawna Silviem Berlusconim na czele. Odszedł w związku z tym z Białej Róży, powołując Federację Chrześcijańskich Ludowców i zgłaszając akces tej formacji do Ludu Wolności. Jesienią 2008 został powołany w skład rady krajowej PdL. W 2013 dołączył do Nowej Centroprawicy.